# Alauíta (estado)
O Território Alauíta (em árabe: دولة جبل العلويين, Dawlat Ǧabal al-ʿAlawiyyīn), também conhecido em francês como Alaouites, conforme a seita xiita localmente dominante dos alauíta; foi um território francês após a Primeira Guerra Mundial, na área costeira da atual Síria.
O Mandato francês, autorizado pela Liga das Nações, durou de 1920 até 1946.
O uso do termo 'Alauíta', em vez de 'Nusayri', foi defendido pelos franceses no início do período de seu mandato, e se refere a um membro da seita religiosa Alauíta, e em 1920, tornou-se o nome da região que os franceses chamavam de "Território Alauíta", que abrigava uma grande população de muçulmanos desta seita.

## Geografia

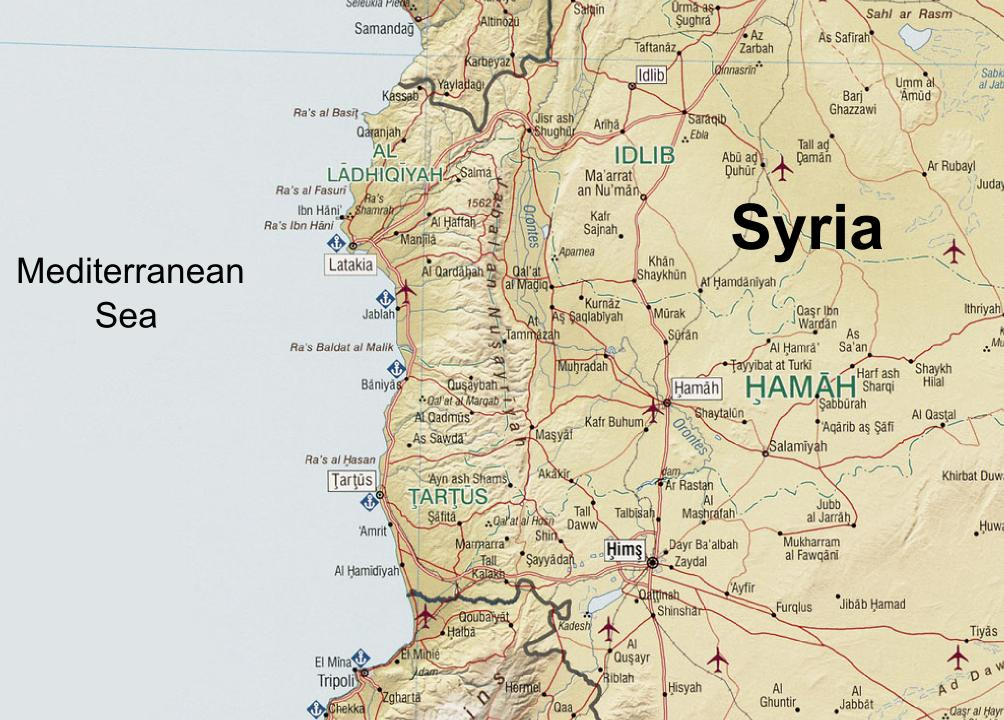
Mapa geográfico da região alauíta

A região era costeira e montanhosa, e lar de uma população majoritariamente rural, altamente heterogênea. Durante o período de mandato francês, a sociedade foi dividida pela religião e pela geografia: as famílias de latifundiários da cidade portuária de Lataquia e 80% da população da cidade, eram sunitas muçulmanos. No entanto, mais de 90% da população da província era rural e os alauítas  totalizavam 62% destes.

## História

### 1918-1920
O colapso do Império Otomano no final da Primeira Guerra Mundial (com o armistício de 11 de novembro de 1918) criou uma corrida para tomar o controle de várias províncias do império desintegrado. A partir de 1918, a França ocupou tanto o Líbano e a Síria, sob a liderança do Emir Faiçal I.  Em 1920, o crescente sentimento antifrancês dentro do regime levou à criação formal do Reino Árabe da Síria, sob o rei Faiçal I,  em 7 de março de 1920. O Reino Árabe da Síria foi inicialmente apoiado pelos britânicos, apesar do protesto francês. Os britânicos retiraram o apoio, no entanto, e em 5 de maio de 1920, o Conselho Supremo Aliado publicou um mandato em que a Síria e o Líbano passariam sob o controle da República Francesa. e que o francês e o árabe seriam os idiomas oficiais. O General Gouraud foi nomeado Alto Comissário dos territórios e Comandante-em-chefe das forças francesas estacionadas lá.
A população do Líbano era decididamente pró-francesa e a da Síria antifrancesa com uma inclinação nacionalista pan-árabe e preocupada que a minoria cristã no país fosse favorecida. A França insistiu que o mandato não era "inconsistente" com o auto-governo sírio; e estes foram forçados a aceitar a inevitabilidade do mandato francês, e o rei Faiçal deixou o país sob pressão francesa em julho de 1920 após a Grã-Bretanha retirar o apoio ao seu governo em face das reivindicações francesas.

### 1920-1922
No início de setembro de 1920, a França dividiu os territórios sob seu mandato com base na população heterogênea, em um esforço pela "autonomia local" das diversas etnias. No entanto, alguns argumentam que os franceses agiram em seus próprios interesses, com a intenção de dividir a população, e assim limitar a propagação do "contágio urbano de agitação nacionalista". Em 2 de setembro de 1920 o "Território dos Alauítas" foi criado com a justificativa de ser religiosamente distinto da população sunita ao redor, sendo uma divisão destinada a proteger os alauítas de maiorias mais poderosas.
Muitos jovens das comunidades rurais alauítas ingressaram nas tropas francesas, se alistando nas "trupes speciales", um subconjunto das forças francesas na Síria". Essas tropas eram forças regionais, recrutadas de populações minoritárias, e muitas vezes usadas para acabar com distúrbios civis.

### 1927-1936
O Estado Alauíta foi administrado por uma sucessão de governadores franceses de 1920 a 1936.  Os proprietários de terra, em sua maioria sunitas residentes nas áreas urbanas da província, eram partidários da unidade com a Síria, no entanto, os franceses eram apoiados pelas numerosas comunidades rurais alauítas.
Em 1930, o Estado Alauíta foi rebatizado de "Governo de Lataquia", a única concessão feita pelos franceses aos nacionalistas árabes até 1936.  Em 3 de dezembro de 1936 (em vigor em 1937), o Estado Alauíta foi reincorporado a Síria, uma concessão pelos franceses para o Bloco Nacionalista, o partido no poder do governo semi-autônomo da Síria.
Havia um forte sentimento separatista alauíta na região, mas estes pontos de vista políticos não foram coordenados, isto foi atribuído à maioria dos alauítas serem de camponeses "explorados" por uma classe latifundiária predominantemente sunita residente em Lataquia e Hama,  havendo também uma grande sectarismo entre as tribos alauítas. 

### 1945 – presente

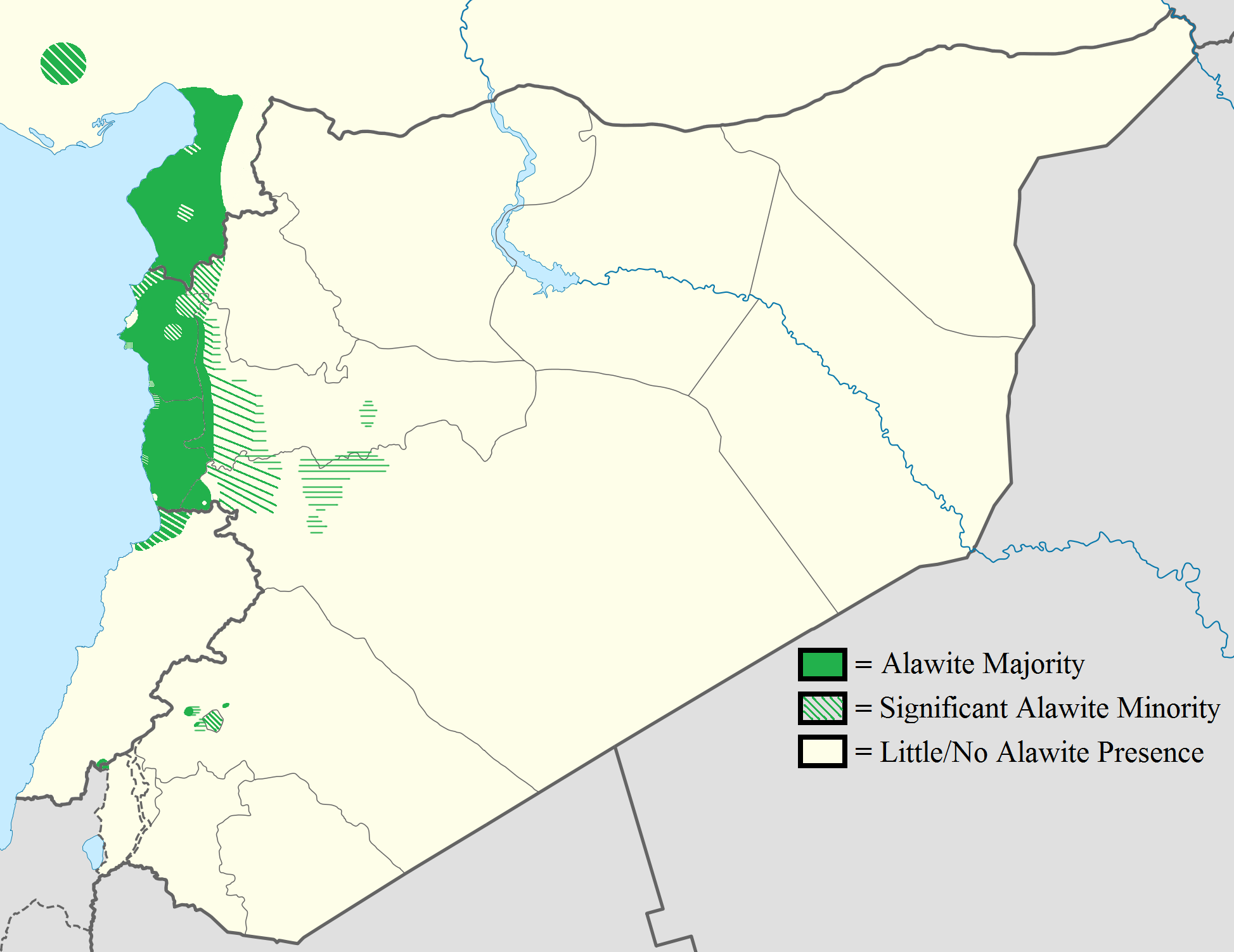
Atual distribuição dos Alauítas no Oriente Medio

## População
|           | Alauíta | Sunita | Ismaelita | Cristão |
| População | 101,000 | 94,000 | 5,000     | 34,000  |

|           | Lataquia, capital | urbana, total | rural, total |
| População | 36,687            | 41,687        | 410,820      |

## Governadores Franceses

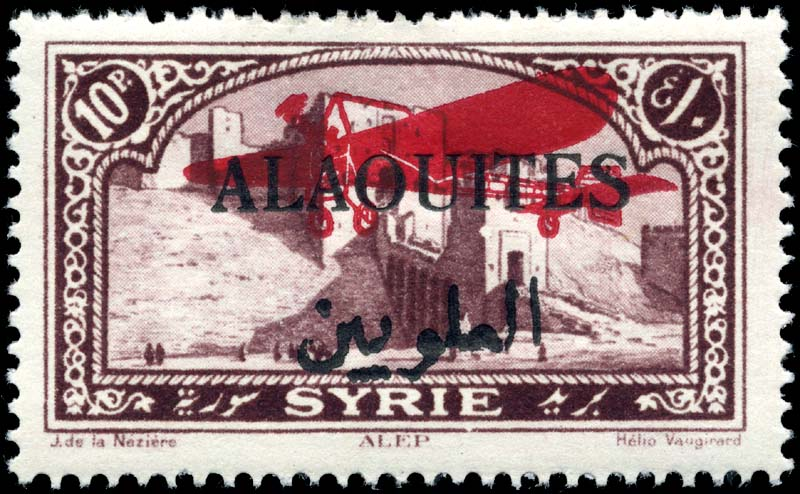
Um aeroplano (indicando airmail) com o nome "ALAOUITES" em selo de 10-piastre da Siria

- 2 de Setembro de 1920 - 1922  Coronel Niéger
- 1922 Gaston Henri Gustave Billotte  (b. 1875 - d. 1940)
- 1922 - 1925   Léon Henri Charles Cayla   (b. 1881 - d. 1965)
- 1925 - 5 de dezembro de 1936   H. Schoeffler